# Валютный кризис в России (2014—2015)

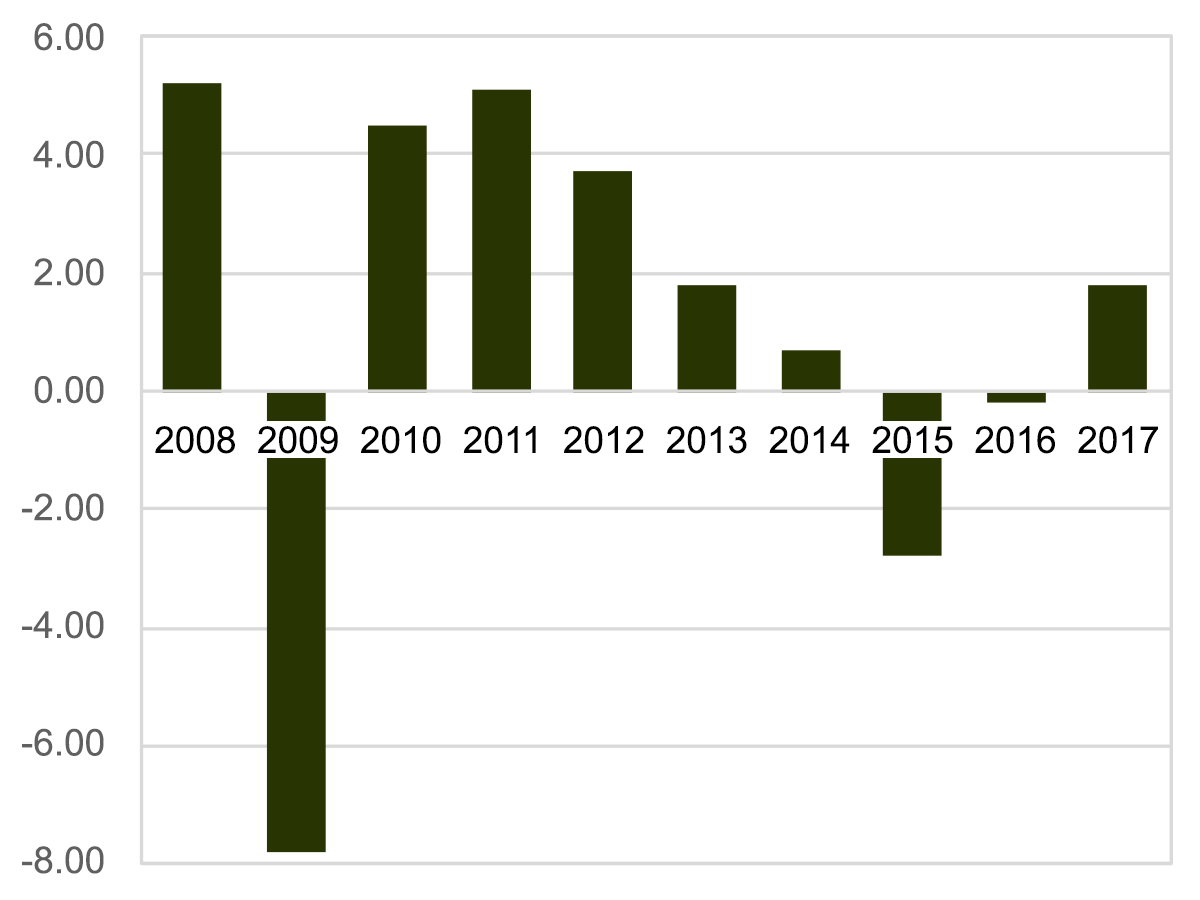
Прирост ВВП России с 2008 по 2017 год

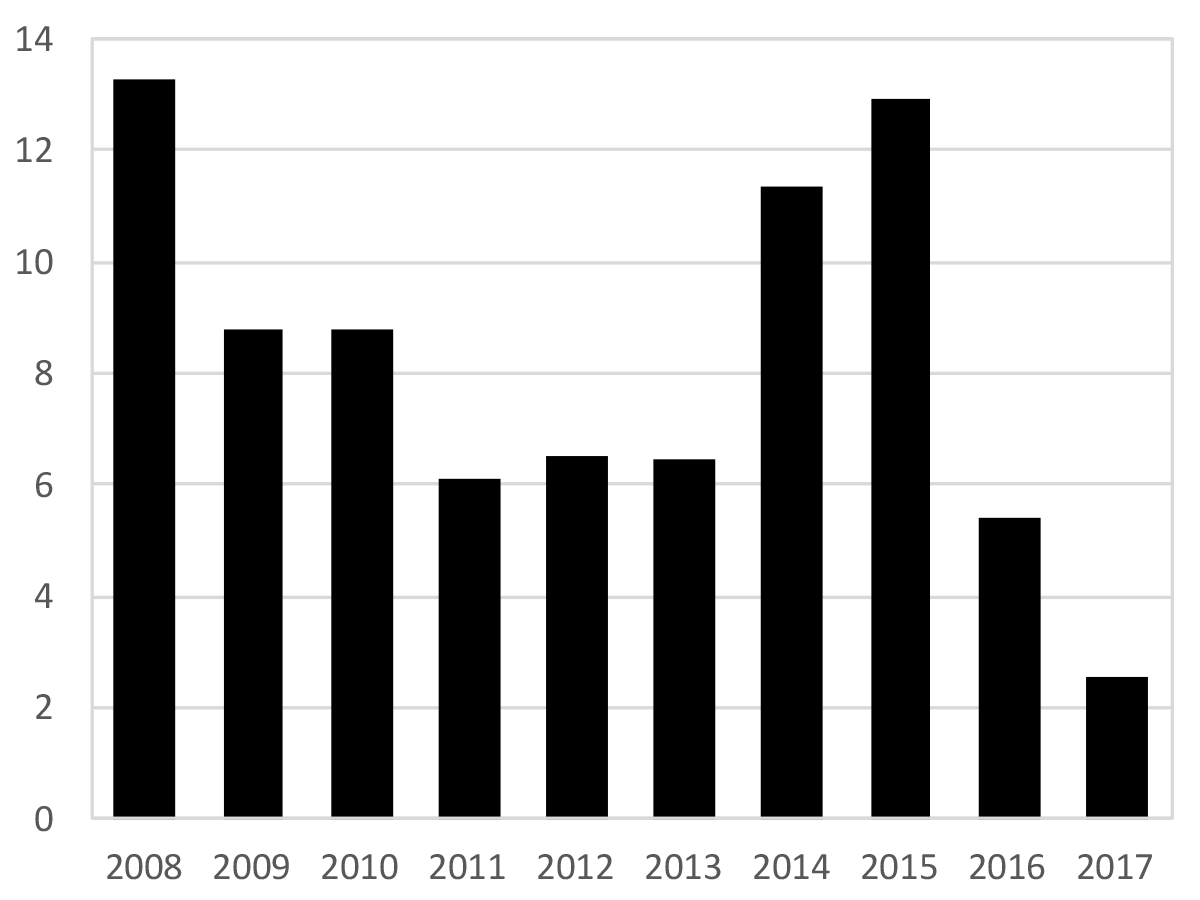
Годовая инфляция в России с 2008 по 2017 год

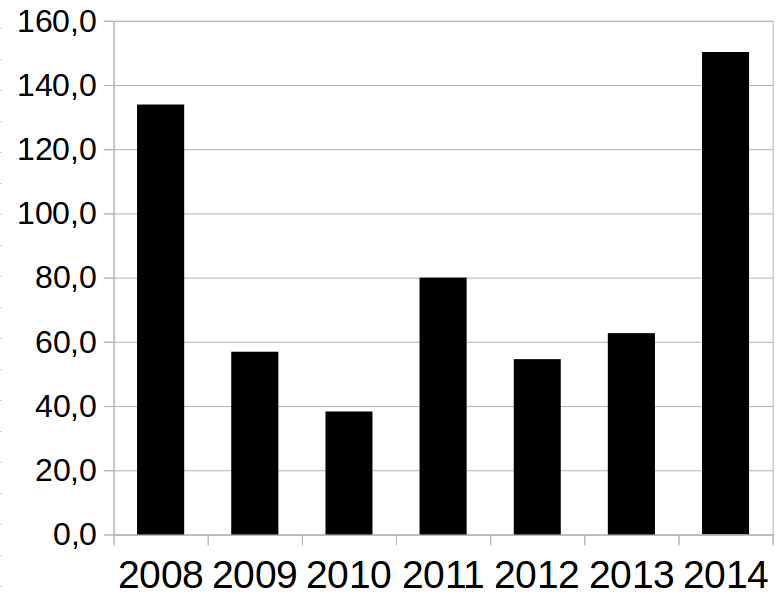
Отток капитала из России, млрд долларов США

Валютный кризис в России (2014—2015) — резкое ослабление российского рубля по отношению к иностранным валютам, вызванное стремительным снижением мировых цен на нефть, от экспорта которой во многом зависит доходная часть бюджета России, а также введением экономических санкций в отношении России в связи с аннексией Крыма и российско-украинской войной.
Эти факторы вызвали значительное снижение курса рубля относительно иностранных валют, а затем привели к росту инфляции, снижению потребительского спроса, экономическому спаду, росту уровня бедности и снижению реальных доходов населения.
Нестабильная экономическая обстановка в России оказала негативное воздействие на состояние экономики некоторых стран, имеющих тесные экономические связи с Россией.

## Причины
| Событие                    | Дата            | Курс USD/RUB | Источники |
| -------------------------- | --------------- | ------------ | --------- |
| Начало евромайдана         | 21 ноября 2013  | 32,9975      | [ 2 ]     |
| Аннексия Крыма             | 18 марта 2014   | 36,2477      | [ 3 ]     |
| Минский протокол           | 5 сентября 2014 | 37,0028      | [ 4 ]     |
| Всеобщие выборы в Донбассе | 2 ноября 2014   | 43,0072      | [ 5 ]     |
| Чёрный вторник             | 16 декабря 2014 | 68,4910      | [ 6 ]     |
| Второе минское соглашение  | 11 февраля 2015 | 66,0305      | [ 7 ]     |

По заявлению Центрального банка России от 31 октября 2014 года, ослабление рубля было вызвано снижением цен на нефть и ужесточением антироссийских экономических санкций. Председатель правительства РФ Дмитрий Медведев в декабре 2014 года подтвердил этот вывод. В свою очередь, ослабление российской валюты и введённые Россией в августе 2014 года контрсанкции (внешнеторговые ограничения) привели в конце года к увеличению инфляции.

### Цены на нефть

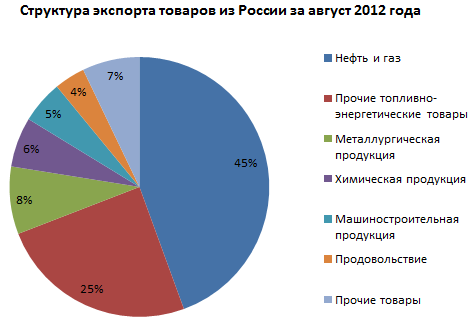
Структура экспорта товаров из России за август 2012 года. 70 % — энергоносители.

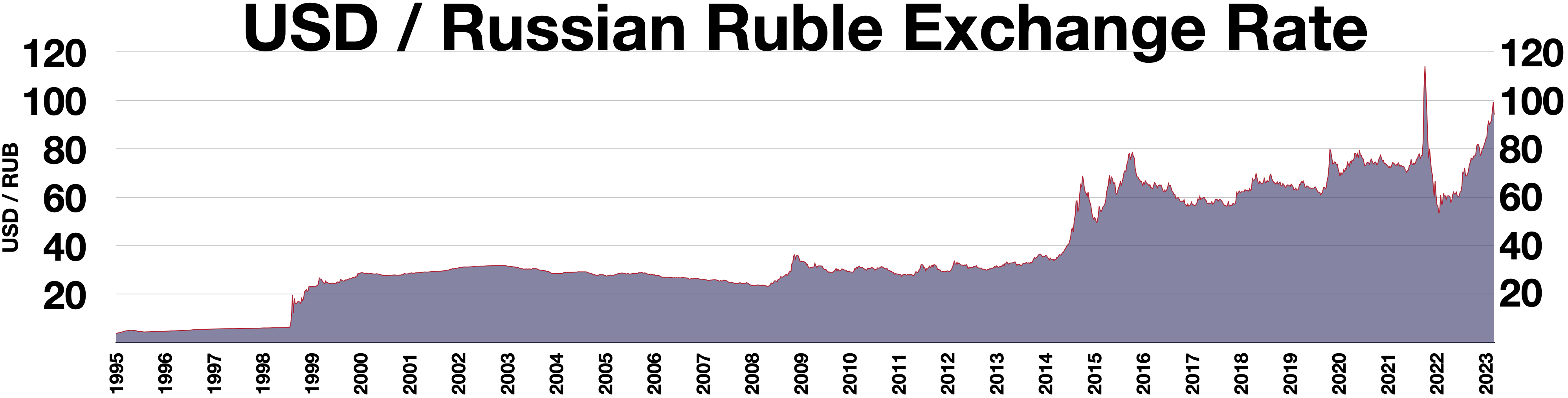
Курс доллара к российскому рублю с 2001 года

Голландская болезнь российской экономики
Начиная с 2000-х годов, в экономике России отмечался так называемый «эффект Гронингена» («голландская болезнь») — негативный эффект, оказываемый укреплением национальной валюты (вызванным ростом цен на экспортируемую нефть) на экономическое развитие страны и приводящий к приоритетному развитию сырьевого сектора в ущерб производственному. Активный рост нефтяных цен в этот период (с 25 — 30 $ до 100 $ за баррель) привёл к усилению зависимости российской экономики от этого фактора и увеличению вклада энергодобывающих отраслей в экономику (40-50 % российского бюджета формировалось за счёт нефтегазовых доходов). Таким образом, увеличивалась зависимость доходов федерального бюджета от внешнеэкономической конъюнктуры. Структура экспорта товаров из России с 2012 года (см. диаграмму) по 2015 год существенно не изменилась: доля топлива продолжала составлять 70 %. Если в 2015 году в Западной Европе доля экономики знаний в структуре ВВП составляла 35 %, в США — 45 %, то в России — только 15 % (в СССР доля этого сектора составляла 20 %).
Динамика цен на нефть
Если с 2012 года по июнь 2014 года цена на нефть находилась в диапазоне 100 — 115 $, то к концу декабря 2014 года она снизилась до 56,5 $, достигнув минимальных показателей весны 2009 года. За первую половину января 2015 года нефть снизилась в цене с 55,27 $ до 45,13 $ за баррель, но к середине февраля цена поднялась до 60 $ и оставалась всё первое полугодие стабильной на уровне 55 — 60 $ за баррель. В середине июля падение цены возобновилось, достигнув к 23 декабря 35,98 $ за баррель. Таким образом, в 2015 году цены упали более чем на 35 %.
В 2016 году цены на нефть продолжили падение, достигнув в январе отметки 27,5 $/барр за Brent впервые с 2003 года. В I полугодии 2016 года цена на нефть Urals снизилась в 1,5 раза по сравнению с аналогичным периодом 2015 года, до 37,8 $ за баррель.
Причины и последствия падения цен
Падение цен на нефть было вызвано превышением предложения над спросом, причиной которого стали: замедление роста спроса на нефть, увеличение добычи нефти и газа на внутреннем рынке США в результате сланцевой революции, а также отказ стран ОПЕК сокращать добычу. Падение привело к сокращению выручки от экспорта энергоносителей, составляющего около 70 % от объёма экспорта России. Так, по оценке аналитиков ОПЕК, падение цены нефти на каждый 1 $ за баррель снижает доходы России от экспорта нефти на 3 млрд $, а, по оценке бывшего министра экономического развития и торговли Российской Федерации Г. Грефа, падение цены на 10 $ за баррель приводит к снижению ВВП России на 2 %. 
Сравнение с другими кризисами на нефтяном рынке
Падение цен на нефть экономисты сравнивали с падением 1985—1986 годов, вызванным избытком предложения, когда страны ОПЕК (в первую очередь, Саудовская Аравия) решили пересмотреть ограничения поставок нефти для восстановления своей доли на рынке. В 1998 и 2008 годах, по сравнению с нынешним кризисом, падение нефтяных котировок было кратковременным. Так, в 2009 году падение цен на нефть длилось всего лишь около полугода. Падение цен на нефть во время нынешнего кризиса также отличалось большей плавностью, чем при всех предыдущих кризисах на нефтяном рынке.

### Экономические санкции против России

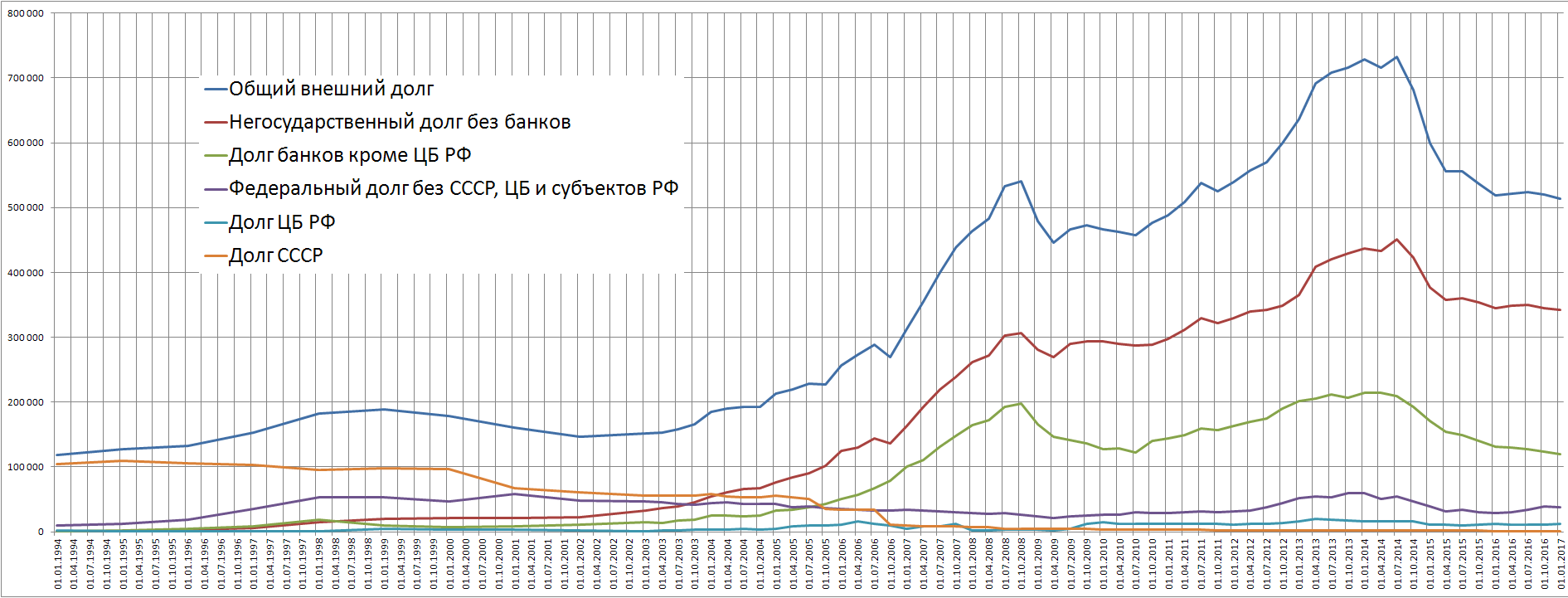
Зимой 2014/15 годов Россия была вынуждена выплатить более 100 млрд долларов долгов в связи с невозможностью их рефинансирования

Санкции западных стран, применяемые против России, по направлению воздействия можно разделить на четыре группы:

1. Индивидуальные санкции;

2. Замораживание зарубежных активов компаний;

3. Финансовые или инвестиционные санкции (секторальные санкции, предполагающие ограничение доступа к финансированию за счёт кредитов или долговых инструментов со сроком погашения свыше 30 (первоначально 90) дней, а также выпущенных после введения санкций акций и облигаций, а также запрет на инвестиции в инфраструктурные проекты ряда экономических секторов);

4. Внешнеторговые санкции.
Наиболее существенное негативное влияние на состояние российской экономики оказывают западные санкции, связанные с ограничениями на привлечение финансовых ресурсов. Они затрудняют предприятиям и банкам доступ на внешний долговой рынок, не позволяя полностью рефинансировать внешний долг.
Закрытие внешних рынков капитала и повышение стоимости заёмных средств предприятий негативно сказалось и на инвестиционном климате страны, что привело к сокращению объёма инвестиций компаний рыночных секторов и усилило негативную тенденцию снижения инвестиций в основной капитал в целом по экономике.

## Хронология кризиса
2014 год
В первой половине 2014 года в российской экономике наблюдалась стагнация. Замедление темпов роста, наблюдавшееся уже с середины 2012 года, первоначально, по оценке Минэкономразвития, было связано с инвестиционной паузой, вызванной разрастанием долгового кризиса в еврозоне. По мере замедления экономического роста, однако, всё более отчетливо стали проявляться структурные проблемы, обусловленные опережающим ростом издержек, прежде всего, связанных с трудовыми ресурсами. Вследствие этого происходило сокращение доли валовой прибыли в структуре ВВП и, как результат, уменьшение ресурсов для инвестиционного роста. В итоге инвестиционная пауза затянулась, а в 2014 году к этому добавились новые факторы ограничения экономического роста. Эскалация конфликта на Украине (2014), введение экономических санкций в отношении России и падение цен на нефть с середины того же года привели к росту неопределённости, сокращению доходов и резкому ухудшению бизнес-уверенности.
На 1 января 2014 года курс доллара США составил 32,66 рубля, а евро — 45,06. С января по март 2014 года рубль ослаб на 14,9 %. 3 марта в ходе торгов цена доллара США превышала 37 рублей, а евро поднимался выше 51 рубля в отдельные дни месяца. Эти показатели обновили исторические максимумы периода экономического кризиса 2009 года. С конца марта до июля рубль начал стабилизироваться, достигнув 28 июня максимума с января (33,63 и 45,82 рубля за доллар и евро). Но с июля рубль начал вновь ослабевать, обновив уже в конце августа исторические минимумы марта.
Осенью рубль пережил очередной виток снижения на фоне высоких геополитических рисков и падения цен на нефть. ЦБ РФ, следуя своей прежней курсовой политике, продал в октябре 30 миллиардов долларов из международных резервов РФ в целях сглаживания колебаний.
С 5 ноября Центробанк отменил нелимитированные валютные интервенции, а с 10 ноября, по сути, завершил переход к свободному плаванию рубля, отменив регулярные интервенции и плавающий коридор бивалютной корзины. Пойти на такой шаг Центральный банк заставило растущее давление в сторону ослабления рубля, подпитываемое как фундаментальными факторами (снижение цен на нефть, ограничение доступа к финансированию из-за западных санкций), так и спекулятивными атаками.
Повышение ключевой процентной ставки (с 8 до 10,5 %), однако, не остановило атаки на рубль.
На закрытии торгов в пятницу, 12 декабря, курсы доллара и евро составили 58,18 и 72,28 рубля, соответственно.
15-16 декабря 2014 г. на валютном рынке сложилась чрезвычайная ситуация, ставшая результатом нескольких негативных событий (заявление представителя ОПЕК о сохранении квот на добычу нефти несмотря на возможное снижение цен на нефть до 40 долл./барр., а также проведение непрозрачной сделки с облигациями «Роснефти»). Эти события спровоцировали панику на валютном рынке, темпы обесценения рубля достигли максимума.
В понедельник, 15 декабря, произошёл резкий обвал рубля более чем на 8 % — курсы к закрытию торгов составили 64,45 и 78,87 рубля за доллар и евро. Данное падение стало рекордным с января 1999 года, а СМИ назвали этот день «чёрным понедельником». На следующий день, во вторник 16 декабря, последовало ещё более масштабное падение рубля: курсы доллара и евро достигали 79 и 98 рублей, соответственно. Во второй половине дня рубль укрепился, и торги завершились с официальным курсом 67,89 и 85,15 рубля за доллар и евро, соответственно. По аналогии с «чёрным понедельником» этот день был назван «чёрным вторником». В «чёрный вторник» отделения банков в ряде регионов значительно завышали курс продажи валюты при относительно низком курсе покупки валюты у населения: доллар продавали более чем за 80 рублей, а евро достигал 150 рублей. В некоторых отделениях наблюдалась нехватка наличных долларов и евро.
Резкое повышение Центробанком ключевой ставки (до 17 %), а также неформальное указание президента Путина экспортёрам прекратить придерживать валюту позволили стабилизировать валютный рынок. При этом, однако, одновременно повысилась стоимость ресурсов. Для банков и их клиентов это означало снижение доступности кредитов, но в то же время повысило привлекательность депозитов, что помогло ограничить масштабы снятия вкладов и снизить риск развития банковского кризиса. Тем не менее Банку России приходилось широко использовать инструменты рефинансирования для поддержания ликвидности в системе и оказания помощи отдельным банкам. В дальнейшем ключевая ставка была снижена сначала до 15 %, а затем — до 14 % (март 2015 г.).
После резкого обвала рубль частично восстановил свои позиции, завершив год курсами 56,24 и 68,37 рубля за доллар и евро. По итогам 2014 года рубль, по оценке агентства «Bloomberg», стал худшей валютой года, потеряв 58 % своей стоимости по отношению к доллару США, в то время как в 2008 году он подешевел лишь на 17,7 %.
2015 год
Курсы доллара и евро на фоне низких цен на нефть достигли максимума к 3 февраля 2015 года, составив 69,66 и 78,79 руб., соответственно. После этого рубль начал укрепляться и в апреле — мае достиг своих максимальных значений: минимальный курс доллара в 2015 году составил 49,18 руб. 20 мая, а евро — 52,9 руб. 17 апреля. Затем рубль начал ослабевать, и к концу августа курсы доллара и евро превысили 70 и 81 руб., соответственно. Вслед за ослаблением последовало краткосрочное укрепление рубля, но в декабре вновь произошло ослабление: доллар и евро стоили почти 71 и 78 руб., соответственно (рекордный минимум к доллару с 1998 года).. В конце года доллар и евро стоили 73 и 80 рублей, соответственно. Итого, в 2015 году курс рубля по отношению к доллару США опустился на 27 %. Хотя ослабление рубля в 2015 году было более скромным, чем в 2014-м (58 %), оно привело к резкому спаду потребительского спроса и реальных доходов населения.. По оценке академика Аганбегяна, за время кризиса рубль обесценился в два и более раза по отношению к доллару и евро (к концу 2015 года).
Средний курс доллара в 2015 году составил 60,7 руб. против 38,6 руб. в 2014 году и 32,73 руб. на конец 2013 года.
2016 год
2016 год начался ослаблением и крайней нестабильностью курса рубля на фоне падения цен на нефть. В январе биржевой курс рубля по отношению к доллару несколько раз обновлял минимальные значения с так называемого «чёрного вторника» декабря 2014 года, однако впоследствии стабилизировался на уровне 2015 года.

### График
| Доллар США |
| Евро       |

## Действия правительства и Центробанка РФ

### Поддержание курса рубля

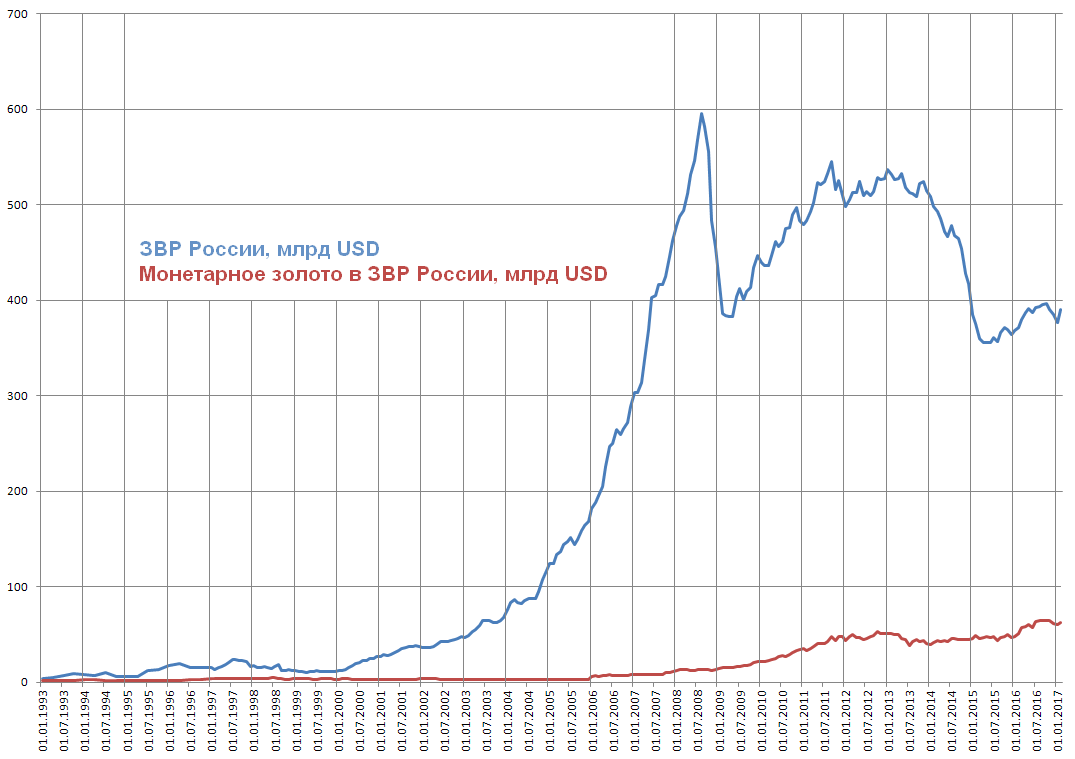
Международные резервы Российской Федерации по данным Банка России, 1993—2017

Правительство Российской Федерации в течение 2014—2015 годов принимало меры по стабилизации экономической обстановки. Центральный банк России в 2014 году 6 раз поднимал ключевую ставку: если в начале года она составляла 5,5 %, то после последнего повышения 16 декабря 2014 года — 17 %. В связи с тем, что в 2015 году наступила некоторая экономическая стабилизация, Центробанк в течение года 5 раз снижал ключевую ставку, которая после последнего снижения 31 июля составила 11 %. Помимо этого, Центробанк проводил валютные интервенции для поддержания курса рубля, потратив на них $76,13 млрд и 5,41 млрд евро в 2014 году, $2,32 млрд в январе 2015 года и $690 млн 2 февраля, прекратив затем продавать валюту и начав с 13 мая покупать до $200 млн в день для пополнения резервов. С мая по июль Центробанк купил $10,122 млрд, прекратив покупку с 28 июля.
Золотовалютные резервы Центробанка за 2014 год сократились на четверть — с $509,6 до $385,5 млрд), а за январь — май 2015 года — до $358,5 млрд. Затем уменьшение резервов остановилось, и на 1 декабря 2015 года золотовалютный запас составил $364,7 млрд
4 декабря 2014 года, выступая с посланием к Федеральному собранию, президент Владимир Путин связал ослабление курса рубля с сокращением валютных поступлений, одновременно указав правительству и Центробанку предпринять «жёсткие скоординированные действия, чтобы отбить охоту у так называемых спекулянтов играть на колебаниях курса российской валюты». 20 декабря 2014 года Владимир Путин встретился с крупнейшими представителями российского бизнеса, руководителями крупных российских фирм-экспортёров и рекомендовал им помочь государству в поддержании рубля путём продажи излишков иностранной валюты на внутреннем рынке России. 23 декабря правительство России опубликовало директиву о лимите валютных активов пяти компаний-экспортёров, предписывающую снизить запасы валюты и не увеличивать их впредь выше установленного уровня. Эти компании-экспортёры в первые два месяца 2015 года продавали примерно $1 млрд в день по согласованию с Центробанком для стабилизации ситуации на валютном рынке.

### Поддержка компаний и банков
В результате введения санкций крупные российские компании оказались отрезаны от западных долговых рынков, что существенно ограничило их возможности по привлечению рефинансирования. Возникла угроза невыплаты долгов, компании начали обращаться к государству за помощью. Однако средства Центрального банка России, резервного фонда и Фонда национального благосостояния (ФНБ) составляли $450 млрд, при этом внешний долг российских компаний оценивался в $630 млрд (на октябрь 2014).
«Роснано», занимающаяся развитием нанотехнологий, просила выделить ей 100 млрд рублей на инновационные проекты в сфере высоких технологий, но получила отказ от Минэкономразвития. 30 декабря 2014 года компания получила государственные гарантии на 18 млрд рублей для обеспечения обязательств по кредиту Сбербанка.  150 млрд рублей было выделено дочерней компании «Новатэка» — «Ямал СПГ» для строительства завода по сжижению природного газа на Ямале. 31 декабря 2014 года правительство России увеличило уставный капитал РЖД на 50 млрд рублей, а также заявило о намерении увеличить его ещё на 100 млрд в 2015—2016 годах. Эти средства пойдут на модернизацию железных дорог — БАМа и Транссиба. В августе 2014 года транспортная компания «Аэроэкспресс» попросила 25 млрд рублей на закупку двухэтажных поездов и строительство новых терминалов, но ответ так и не получила, из-за чего у компании возникли проблемы с финансированием. Кроме этого, в 2015 году правительство намеревалось лишить «Аэроэкспресс» инфраструктурных льгот.
В декабре 2014 года Владимиром Путиным были подписаны законы, предусматривающие право правительства выделить до 1 трлн рублей через облигации федерального займа в Агентство по страхованию вкладов для докапитализации банков и право выделять до 10 % средств из ФНБ банкам, обладающим капиталом свыше 100 млрд рублей. В число таких банков входят Сбербанк, ВТБ и «Газпромбанк», ранее обращавшиеся за средствами из ФНБ, а также «Россельхозбанк», «Альфа-банк», «ВТБ 24», «Банк Москвы», «Юникредит банк» и «Росбанк». Кроме этого, в декабре 2014 года Центробанк объявил о принятии мер по санации банка «Траст», не сумевшего собственными силами справиться с оттоком вкладчиков, предъявивших требования на общую сумму около 3 млрд рублей — в рамках этого плана Агентство по страхованию вкладов предоставило «Трасту» финансовую помощь в размере до 30 млрд рублей на поддержание ликвидности. Банк «Траст» занимает 32-е место в России по совокупной стоимости активов и входит в первые 15 банков страны по объёму привлечения средств физических лиц.
11 декабря 2014 года компания «Роснефть» провела масштабное по срокам и объёму размещение своих рублёвых облигаций, получив в своё распоряжение 625 млрд рублей. 12 декабря Центробанк России включил выпущенные днём ранее облигации «Роснефти» в ломбардный список

### Помощь населению
Центробанк смягчил условия резервирования для банков, реструктурирующих валютные ипотечные кредиты для помощи заёмщикам, попавшим в трудное положение в результате резкого изменения курса.

## Последствия

### Падение реального эффективного курса рубля
По данным Банка международных расчётов (BIS), реальный эффективный курс рубля в сентябре 2015 г. снизился относительно декабря 2013 г. (когда начиналась первая волна девальваций в развивающихся странах) на 30,4 %, то есть сильнее валют всех крупных экономик мира. Это ослабление реального эффективного курса рубля было более значительным, чем в ходе кризиса 2008—2009 гг., когда оно составило около 20 %, но меньшим, чем в ходе кризиса 1998 г., когда реальный эффективный курс рубля упал примерно на 50 %.

### Рост инфляции
Ослабление рубля стало одним из основных факторов увеличения инфляции и, как следствие, способствовало снижению реальных располагаемых доходов населения и охлаждению потребительского спроса. В докладе Всемирного банка (апрель 2015 года) отмечалось, что в результате мер по ужесточению денежно-кредитной политики, имевших целью поддержание российской валюты, повысилась стоимость кредитования, что привело к дальнейшему снижению внутреннего спроса.
К февралю 2016 года из-за значительной девальвации рубля средний россиянин по размеру годовой зарплаты (в пересчёте на доллары США) стал проигрывать среднему китайцу.
По данным Минэкономразвития, по итогам 2014 года потребительская инфляция в России составила 11,4 %. Инфляция стала набирать темп с августа 2014 года, после введения Россией контрсанкций по ограничению продовольственного импорта. В последующем к этому добавился эффект от девальвации рубля, резко усилившийся в конце года. В результате воздействия вышеуказанных факторов во второй половине (особенно в конце) 2014 года резко усилилась продовольственная инфляция. Введение ограничений на продовольственный импорт из ряда стран ЕС, Норвегии, США и Канады привело к сокращению предложения, ослаблению конкуренции и разбалансированности рынков. В последние два-три месяца года инфляционное давление на цены также стала оказывать девальвация рубля (в условиях ориентации на цены мировых рынков на зерно и основные виды продовольствия и сохранения значительной доли импорта на продовольственных рынках). По итогам 2014 года продовольственная инфляция составила 15,4 %, в том числе за октябрь — декабрь цены выросли на 6,5 %.
Всплеск инфляции, проявившийся в конце 2014 года, способствовал росту инфляционных ожиданий и привёл к краткосрочному изменению потребительского поведения — «убегая» от инфляции, население предпочитало тратить деньги на товары длительного спроса, а не сберегать.
По итогам 2015 года инфляция в России составила 12,91 %.
В первом квартале 2016 года российский индекс потребительского доверия Nielsen упал до рекордно низких значений за всю историю наблюдений — 63 пункта — против 72 пунктов в первом квартале 2015 года.

### Недоверие к российской валюте
Если в ноябре 2014 года 52,1 % населения России хранили сбережения в рублёвых вкладах, то в августе 2015 г. — только 49,8 %. Доля валютных вкладов, наоборот, выросла (с 9,5 % до 10,6 %, соответственно). Доля сбережений в наличной валюте также увеличилась (с 5,5 % до 6,3 %), а в наличных рублях — уменьшилась (с 16,6 % до 13 %). Желающих перевести свои сбережения в ценные бумаги тоже стало больше (с 9,5 % до 10,6 %) .

### Влияние на экономику других стран
Валютный кризис, начавшийся в 2014 году в России и на Украине (см. ниже), распространился на ряд других постсоветских государств. Падение российского рубля, рецессия в России, усиление доллара США и снижение цен на нефть и другие сырьевые товары негативно повлияли на всё постсоветское пространство и даже имели негативные последствия для стран восточной части Евросоюза, столкнувшихся с серьёзными экономическими, социальными и политическими проблемами в виде ослабления местных валют, усиливающейся инфляции, уменьшения доходов от экспорта и трудовых денежных переводов, оттока чистого капитала и стагнации или падения ВВП.

#### Постсоветское пространство
Ажиотаж на российском внутреннем рынке товаров и недвижимости
Из-за ослабления рубля в конце 2014 года товары на российском внутреннем рынке стали значительно доступнее для жителей других стран. В Россию хлынул поток туристов из близлежащих стран (Казахстан, Белоруссия, Китай, Финляндия, страны Прибалтики), скупавших автомобили, бытовую технику, электронику, одежду и другие вещи. Граждане Казахстана и Китая начали скупать квартиры в регионах России, граничащих с этими странами.
Негативные последствия девальвации рубля
Ослабление российского рубля повлияло на валюты многих постсоветских государств, бюджеты которых во многом зависят от экспорта в Россию и денежных переводов трудовых мигрантов, работающих в России.
 Азербайджан. Курс азербайджанского маната к доллару в 2014 году не менялся и составлял 1,27 доллара за манат. За первые три квартала года Центральный банк Азербайджана даже купил валюты на сумму в $1,2 млрд, чтобы не дать манату слишком сильно укрепляться. На курсе валюты первоначально не отразилось падение цены на нефть марки Brent, начавшееся в августе 2014 года.
В ноябре 2014 года в парламенте во время слушаний по бюджету было предложено девальвировать национальную валюту, чтобы увеличить конкурентоспособность азербайджанской экономики, но это предложение отверг президент Ильхам Алиев. Власти Азербайджана, благосостояние которого во многом зависит от нефтеэкспорта, ещё в декабре 2014 года проявляли оптимизм в оценке состояния азербайджанской экономики, которая завязана в первую очередь на Турцию, а не на Россию. Кроме того, стабильность национальной валюты по отношению к доллару поддерживалась резервами Государственного нефтяного фонда Азербайджана.
Тем не менее, уже 21 февраля 2015 года Азербайджан девальвировал национальную валюту на 24 % — до $0,96 за манат. В сообщении Центробанка было сказано, что это решение было принято для усиления международной конкурентоспособности экономики и экспортного потенциала, обеспечения устойчивости платежного баланса. Кроме того, в ЦБ республики сообщили, что с 16 февраля курс маната привязан не к доллару, а к бивалютной корзине из доллара и евро (доля европейской валюты — 30 %). 21 декабря 2015 года Центробанк второй раз за год осуществил девальвацию маната (на 48 %). В итоге азербайджанская валюта за год обесценилась в два раза.
 Армения. Армянский драм за 2014 год обесценился к доллару на 17,3 % (с 404,95 драма на 1 января до 475 драмов), при этом направления колебаний курса армянской валюты в целом совпадали с колебаниями российского рубля к доллару. Падение курса российской валюты и сокращение переводов из России от трудовых мигрантов привели к увеличению спроса на доллары и росту курса американской валюты. В итоге в середине декабря в стране разразился валютный кризис, и валюта исчезла из обменных пунктов. 17 декабря курс доллара превысил 527 драмов. Центробанк Армении приступил к крупным интервенциям на валютном рынке и поднял учётную ставку. В последующие дни курс доллара немного стабилизировался на уровне 470 драмов. Из-за девальвации национальной валюты цены на некоторые товары увеличились на 15-20 %, а на часть продуктов питания — на 40 %. В течение 2015 года курс армянского драма оставался стабильным — на уровне 471—482 драма за доллар.
 Белоруссия. С января по середину декабря 2014 года белорусский рубль равномерно снижался по отношению к доллару на 1 % в месяц. 1 января 2014 года доллар стоил 9 520 белорусских рублей, 8 мая преодолел отметку в 10 тыс. руб., а к концу декабря поднялся выше 11 тыс. руб. Власти Белоруссии, экономика которой серьёзно зависит от экспорта в Россию, заявили, что не намерены девальвировать рубль. Это не помешало, однако, возникновению ажиотажного спроса населения на валюту. 20 декабря был введён 30-процентный комиссионный сбор на покупку валюты физическими и юридическими лицами (29 декабря — снижен до 20 %, 9 января 2015 г. — отменён). Также была остановлена торговля валютой на внебиржевом валютном рынке и увеличилась норма обязательной продажи поступающей в страну валютной выручки — до 50 %. Белоруссия по требованию президента страны Александра Лукашенко перевела расчёты с Россией в доллары США. Официальный курс доллара к концу года вырос только до 11 900 рублей. На чёрном рынке курс доллара доходил до 15 000 белорусских рублей. Общее падение белорусского рубля к доллару в 2014 году составило 25 %.
С 1 января по 3 февраля 2015 года белорусский рубль продолжал падение, обесценившись по отношению к доллару почти на 30 % (с 11 900 рублей до 15 450 рублей). После этого курс стабилизировался на уровне 15 тыс. белорусских рублей за доллар, а в мае даже опустился до 14 тыс. белорусских рублей. В июне-июле 2015 года доллар стоил около 15,5 тыс. белорусских рублей, однако в конце июля вновь начал дорожать, впервые превысив 14 августа уровень в 16 тыс. руб. В конце 2015 года доллар стоил 18 700 руб. Обесценивание белорусской валюты за год составило 55 %.
 Грузия. Курс национальной валюты Грузии — лари также снижался на протяжении ноября — декабря 2014 года. Если до начала нестабильной финансовой ситуации доллар США стоил 1.75-1.77 лари, то к 6 декабря 2014 года уже 1,95, что стало минимумом с 2006 года.
 Казахстанский тенге был девальвирован ещё в феврале 2014 года со 155 до 185 единиц за доллар США.
 За 2014 год курс национальной валюты Кыргызстана — сома — снизился на 15 % по отношению к доллару США. Национальный банк Кыргызстана был вынужден для обеспечения стабильности валюты осуществлять значительные долларовые интервенции.
 Министр экономики Латвии Дана Рейзниеце-Озола признала, что ослабление рубля ударило по экономике страны сильнее, чем российское продовольственное эмбарго на латвийские продукты. Удешевление рубля существенно снизило конкурентоспособность латвийских товаров в России.
 Экономика Молдавии тесно связана с Россией, поэтому нестабильная финансовая ситуация в России негативно сказалась на Молдавии. За 2014 год молдавский лей девальвировался на 19,6 % к доллару США — с 13,06 до 15,62 лей, и на 5,7 % к евро — с 17,97 до 19 лей.
 Гривна Украины за 2014 год обесценилась в 2 раза (с 8 до 15,85 гривен за доллар США) из-за сложной политической и экономической ситуации в стране. В декабре 2014 года произошло очередное ослабление украинской валюты, которое, по словам главы Национального банка Украины Валерии Гонтаревой, было вызвано ослаблением российского рубля.
 1 января 2011 года Эстония перешла от кроны к евро, из-за чего ослабление рубля не повлияло на эстонскую экономику. Однако ослабление рубля привело к уменьшению числа заграничных поездок граждан России, в том числе и в Эстонию, за вторую половину 2014 года туристический поток из России в Эстонию снизился на 16-20 %.

#### График валют бывших советских республик
| Начало евромайдана                           | 21 ноября 2013  | 0.742 | 403.82 | 0.7844 | 9,332.29  | 1.6761 | 152.74 | 48.8687 | 2.5622 | 13.01  | 4.772  | 2.8555 | 8.1978  | 2,169.605  |
| Аннексия Крыма                               | 18 марта 2014   | 0.719 | 415.46 | 0.7843 | 9,842.75  | 1.7242 | 182.34 | 54.4999 | 2.4779 | 13.385 | 4.8001 | 2.8550 | 10.0238 | 2,236.6599 |
| Отключение Газпрома между Украиной и Россией | 16 июня 2014    | 0.737 | 411.09 | 0.7843 | 10,179.93 | 1.7669 | 183.13 | 51.9848 | 2.5439 | 13.975 | 4.9241 | 2.8503 | 11.9204 | 2,320.1599 |
| Чёрный вторник                               | 16 декабря 2014 | 0.800 | 475.19 | 0.7832 | 10,948.51 | 1.85   | 184.04 | 57.60   | 2.7596 | 15.465 | 5.1301 | 2.8503 | 15.8500 | 2,413.96   |